# Улица Ленина (Тюмень)
У́лица Ле́нина (до 5-го ноября 1922 года Спасская) — одна из центральных улиц Тюмени. Протяжённость — около 2,5 километра. Начинается от набережной Туры в историческом центре города, проходит по территории Калининского (до перекрёстка с улицей Дзержинского) и Центрального округов города с северо-запада на юго-восток. Завершается перекрёстком с улицей Мориса Тореза. На улице находятся офисные помещения, корпуса ТюмГУ, памятники культурного наследия.

## Расположение
Улица Ленина начинается от моста Влюблённых и заканчивается на перекрестке с Мориса Тореза. Пересекается с улицами: Перекопской, Красина, Тургенева, Семакова, Кирова, Челюскинцев, Дзержинского, Первомайской, Орджоникидзе, Профсоюзной и Мориса Тореза.

## История
Улица Ленина (до 5 ноября 1922 года Спасская) — одна из первых улиц города. Город рос — удлинялась и эта улица. В XVII веке она заканчивалась улицей Иркутской (теперь Челюскинцев), позже, в XIX веке, выросла до Голицинской (Первомайской) и «уперлась» в Торговую площадь. В XX веке улицу «пробили» до ул. Мориса Тореза. Такая она и есть до сих пор.
Начало улицы формировалось в царское время и формируется сейчас. В советский период застраивался новый участок улицы (от Первомайской до Северной). После реконструкции улицы в начале 2000-х годов впервые появились качественное дорожное полотно и ливнёвка. Тюменцы позабыли о ямах, беспокоивших жителей многие столетия. Многие здания были отреставрированы.

## Площади и скверы
- Историческая площадь

Место, откуда начала строиться Тюмень. На площади установлен памятный камень. Также на ней располагается монумент Победы, возведённый ленинградскими скульпторами на месте пожарной каланчи в 1968 году.
- Исторический сквер

Исторический сквер — первая площадь города. Она находилась в пределах первой тюменской крепости. Сегодня площадь разделяет центральные улицы города — улицу Республики и улицу Ленина. В сквере расположен памятный крест Ермаку.
- Площадь перед зданием Администрации города Тюмени

Летом здесь растут цветы, зимой — располагается резиденция Деда Мороза — ледовый городок.
- Цветной бульвар

В XIX веке на этом месте была Торговая площадь. Позже здесь разбили городской сад (с 1987 года — Центральный парк культуры и отдыха). Бульвар же был построен в 2005 году на месте этого парка и Центрального стадиона. Это — подарок областной столице на 60-летие области. Бульвар соединил улицу Первомайскую с улицей Орджоникидзе. На бульваре располагается цирк, масса аттракционов и спорткомплекс «Центральный». Цветной бульвар — одна из визитных карточек Тюмени.

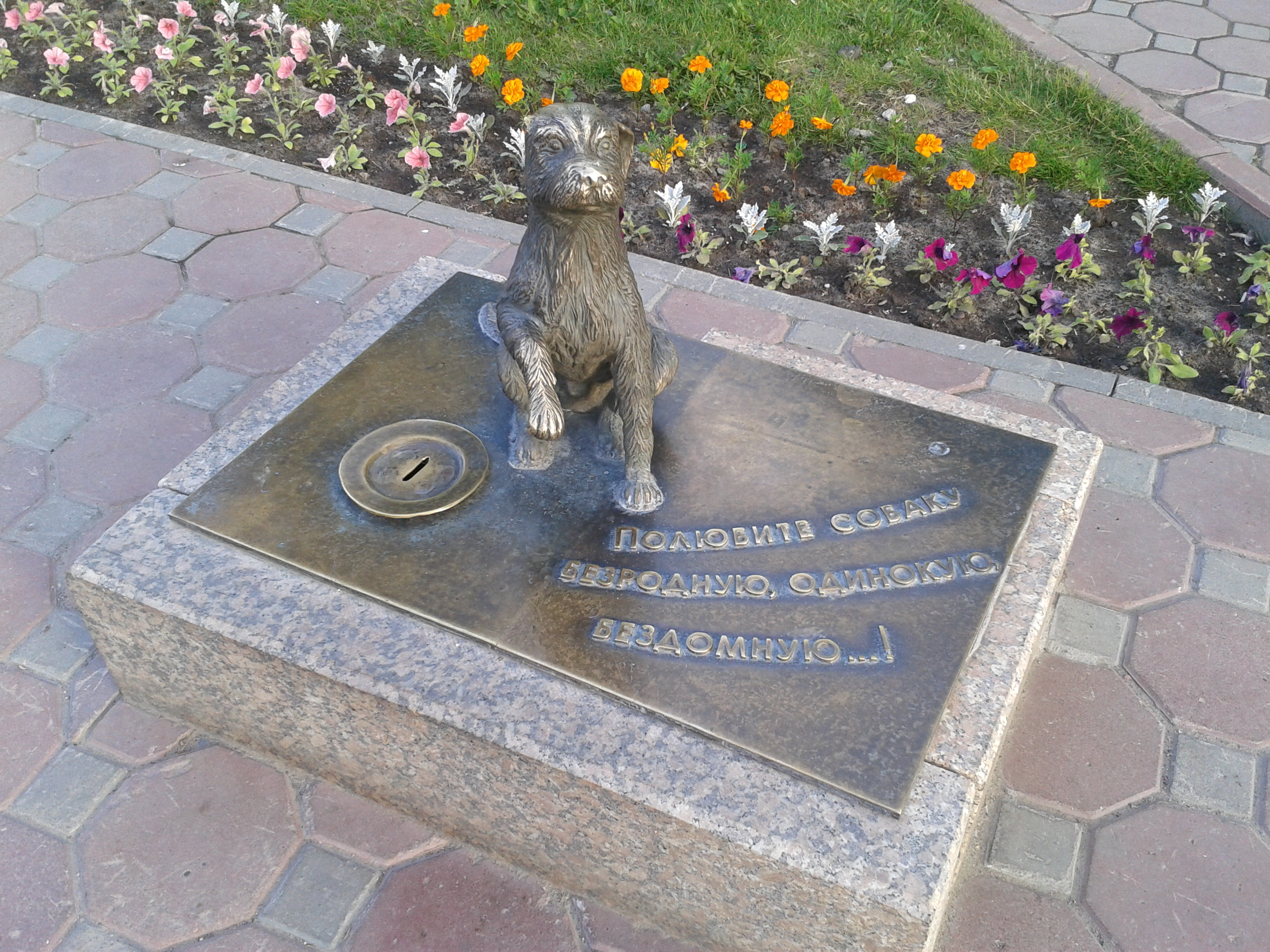
Памятник бродячей собаке

- Площадь Единства и Согласия — одна из самых больших в Тюмени. Она ограничена улицами Ленина и Орджоникидзе, а также Центральным рынком и зданием Арбитражного суда. Её оформление было завершено только в 2004 году. Главным объектом притяжения на Площади единства и согласия является фонтан. Он выполнен в форме четырех полуарок, которые сходятся в центре.  На противоположном от здания суда краю площади расположен без преувеличения самый трогательный памятник Тюмени. Это памятник бродячей собаке, надпись на котором гласит «Полюбите собаку. Безродную, одинокую бездомную!».

Также была частью Торговой площади. До XXI века была рыночной площадью — там стояли палатки. После реконструкции площадь обзавелась фонтаном. На площади также располагаются здание крытого рынка, ТЦ «Центральный» (бывший Тюменский ЦУМ) и федеральный арбитражный суд Западно-Сибирского округа.
- Сквер сибирских кошек

На месте нынешнего сквера в центре города на улице Первомайской возле здания старой типографии установили три постамента с фигурами кошек и назвали их «Аллея кошек». Автором проекта выступила Марина Альчибаева. Аллею кошек переименовали по итогам заседания комиссии по присвоению наименований и переименованию улиц и других частей городского округа, и это название стало официальным с 12 ноября 2008 года. Вопреки названию фигуры не изображают кошек сибирской породы.

## Транспорт
Улица Ленина является одной из главных транспортных артерий Тюмени, принимая на себя половину транспортного потока ул. Республики в историческом центре города. На всей протяжённости улицы организовано одностороннее движение. Наиболее крупные перекрёстки — ул. Челюскинцев, Первомайская, Северная и Мориса Тореза. Все автобусы, идущие в центр города, проходят по этой улице.

### Наземный общественный транспорт
По улице проходят маршруты 10 автобусов и 7 маршруток.
Остановки: Музей, Университетская, Госбанк, Дворец творчества и спорта, Администрация г. Тюмени, Цветной бульвар 1 и Цветной бульвар 2, Центральный рынок 1, Центральный рынок 2 и Центральный рынок 3.

## Достопримечательности
В доме номер 65 по улице Ленина жил один из первооткрывателей Тюменской нефти, академик Фарман Салманов.  Мемориальную доску на доме открыли 30 августа 2013 года, её автор—член Союза художников России Заур Рзаев, ученик Александра Рукавишникова и сын известного азербайджанского скульптора Фахраддина Рзаева.

### Объекты культурного наследия
- Ленинская баня (арх. А. С. Никольский)[3]
- Католическая церковь св. Иосифа Обручника
- Церковь Михаила Архангела
- Спасская церковь
- Усадьба Янкеля Шайчика

### Культурные сооружения
- Краеведческий музей
- Дворец искусств «Пионер»
- Спортивный комплекс «Центральный»
- Круглая баня

## Галерея

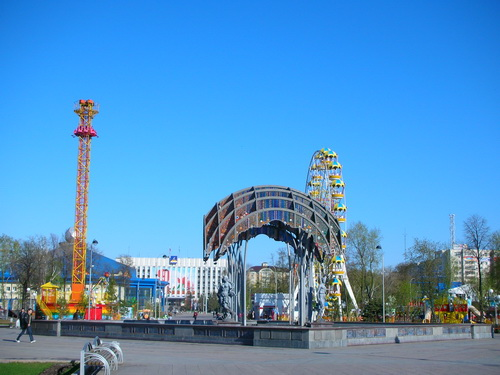
Цветной бульвар
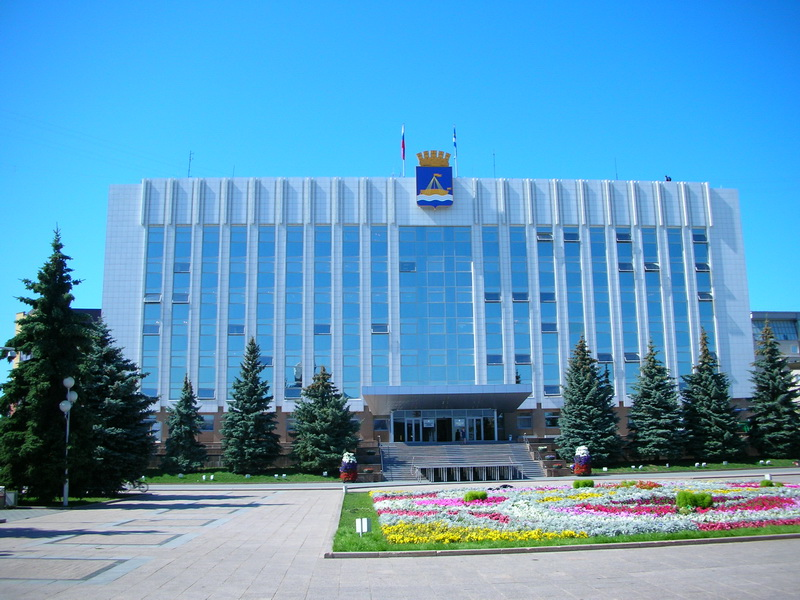
Площадь перед зданием Администрации города Тюмени
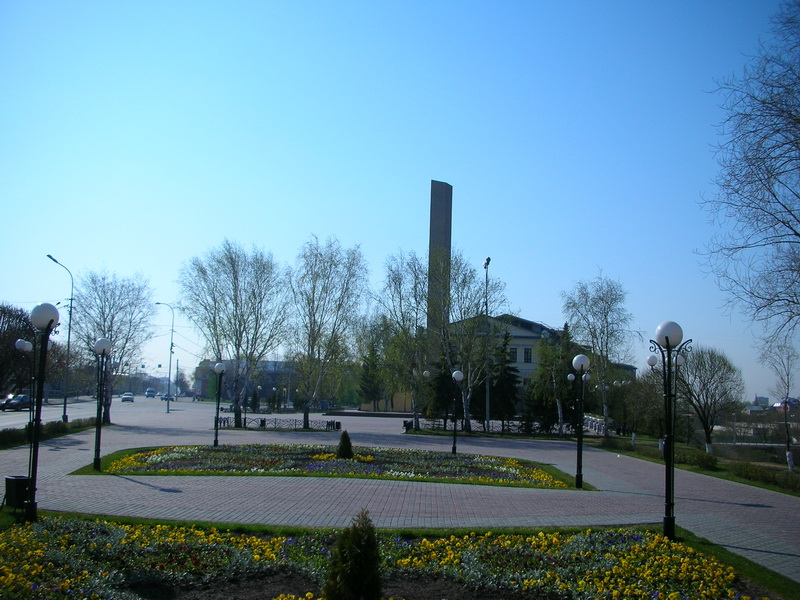
Историческая площадь
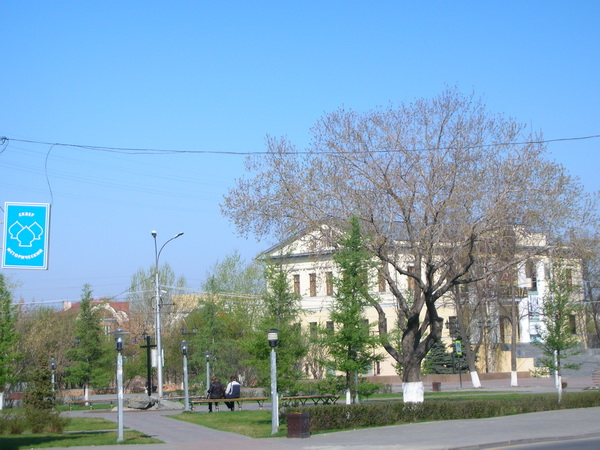
Исторический сквер
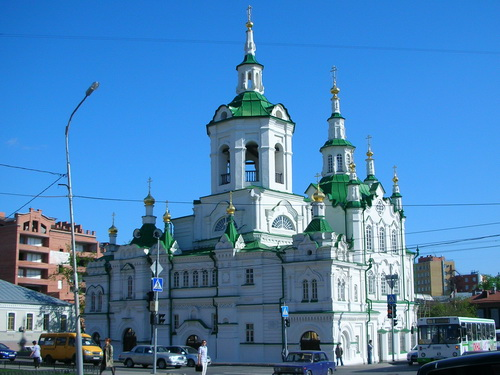
Спасская церковь
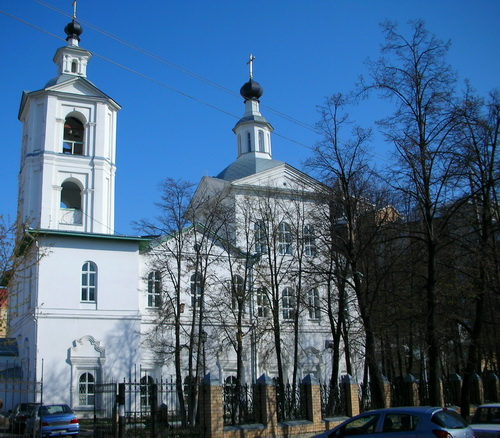
Церковь Михаила Архангела
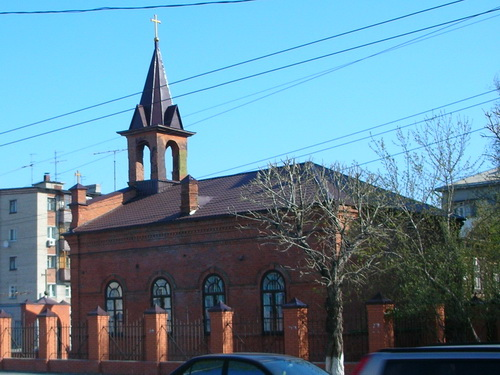
Католическая церковь
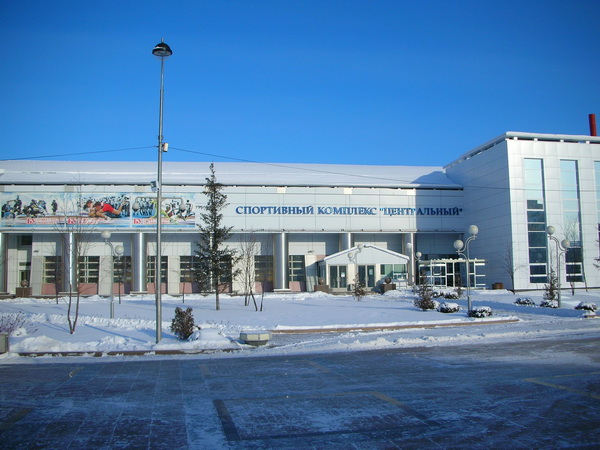
Спортивный комплекс «Центральный»